# Pride Of Kent
Il Pride of Kent è stato un traghetto, appartenuto alla P&O Ferries dal 1992 al 2023.

## Servizio
Varato come traghetto merci il 14 dicembre 1991 nel cantiere navale Schichau Seebeckwerft AG di Bremerhaven con il nome di European Highway e consegnato il 12 giugno 1992 alla P&O Ferries, prende servizio a partire dal 16 giugno dello stesso anno sulla Dover-Zeebrugge.
Dal 14 maggio 1998 prende servizio sulla Dover-Calais.
Sporadicamente continua ad operare sulla Dover-Zeebrugge.
Dal 17 dicembre 2002 al 6 giugno 2003 viene sottoposto ad intensi lavori di ammodernamento e trasformazione nel cantiere navale Lloyd Werft di Bremerhaven, dove viene trasformato in traghetto passeggeri e ribattezzato Pride of Kent. Dal 14 giugno torna in servizio tra Dover e Calais.
Il 15 dicembre 2007 sfiora la collisione con il Queen Elizabeth 2 nel Canale della Manica.

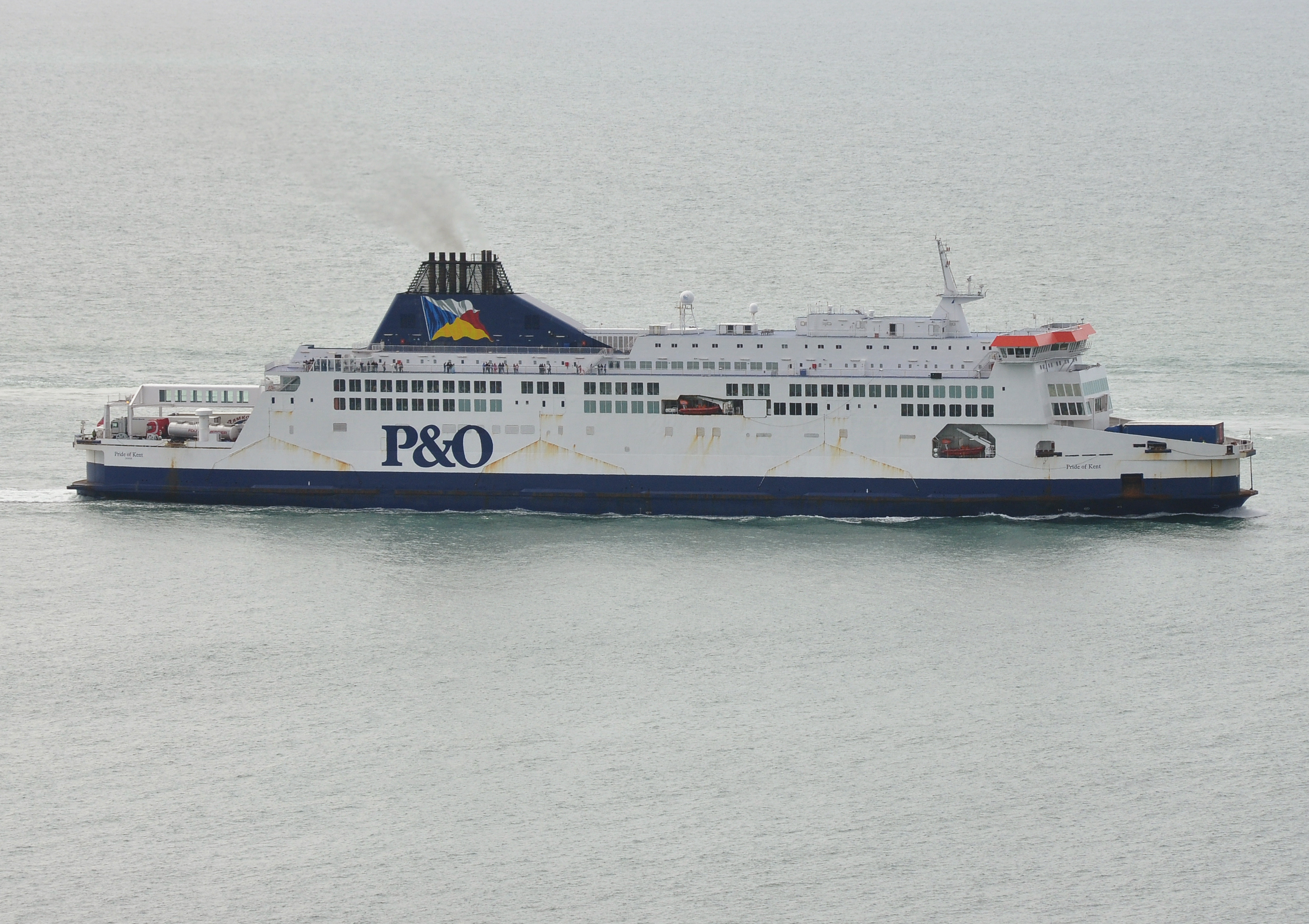
Il Pride Of Kent in partenza da Dover nel 2012.

Il 10 dicembre 2017, a causa del maltempo, si arena durante l'ingresso nel porto di Calais. Successivamente viene disarmato e riparato a Dunkerque, rientrando in servizio il 24 maggio 2018.
Il 4 giugno 2023 effettua la sua ultima traversata tra Dover e Calais, venendo disarmato nel porto britannico la sera stessa, sostituito dal nuovo P&O Pioneer.
Venduto per la demolizione nel luglio successivo, viene trasferito prima Tilbury e,  successivamente a Calais.
Il 9 ottobre 2023 salpa per Aliağa, dove giunge il 20 ottobre e, posizionatosi alla fonda, viene spiaggiato 3 giorni dopo.

## Navi gemelle
- Blue Wave Harmony
- Pride Of Canterbury
- Pride Of Burgundy